# Abyss Odyssey
Abyss Odyssey es un videojuego de plataformas acción-aventura desarrollado por ACE Team y publicado por Atlus. Fue lanzado en Norteamérica el 15 de julio de 2014 y en Europa el 16 de julio de 2014 para Xbox 360, PlayStation 3, y Microsoft Windows. Una Extended Dream Edition (Edición de sueño extendido) para la PlayStation 4 fue lanzada el 28 de julio de 2015.
La historia del juego trata de un grupo de héroes que batallan para alcanzar a un Brujo, el cual tiene pesadillas que afectan la realidad a finales del siglo XIX en Santiago de Chile.
Abyss Odyssey combina elementos de múltiples géneros de videojuegos y además tiene un estilo de arte y estética basada en el movimiento Art Nouveau y personajes basados en la mitología chilena.
El juego recibió muchas críticas positivas que exaltaban su atmósfera, pero también críticas negativas apuntando algunos aspectos del modo de juego.